# Ernest Dréolle
Ernest Dréolle, né le 1er juillet 1829 à Libourne (Gironde) et mort le 13 novembre 1887 à Ermont Seine-et-Oise, est un homme politique français.

## Biographie
Journaliste en 1846, il soutient le Second Empire. Il est élu député de la Gironde en 1869, comme candidat officiel, soutenant le régime. Il est de nouveau député de la Gironde de 1876 à 1885, siégeant au groupe bonapartiste de l'Appel au peuple. Il est aussi conseiller général du canton de Saint-Savin.

### Sources
- « Ernest Dréolle », dans Adolphe Robert et Gaston Cougny, Dictionnaire des parlementaires français, Edgar Bourloton, 1889-1891 [détail de l’édition]